# Osmerac (stih)
Osmerac je stih od 8 slogova.
Sadrži cezuru nakon četvrtog sloga. Slogovi na kraju stiha i prije cezure nisu naglašeni. Proslavio ga je Ivan Gundulić te je još bio najzastupljeniji u razdoblju od ilirizma do Šenoe.
Ah, čijem si se zahvalila,
tašta ljudska oholasti?
Sve što više stereš krila,
sve ćeš paka niže pasti!
(Ivan Gundulić, Osman, 1. pjevanje)
Osmerac je bio popularan u poljskoj poeziji.